# Josip Olujić
Fra Josip Olujić (Jozo Olujić) (Opanci kod Lovreća, 20. siječnja 1888. – sinjska okolica, 27. listopada 1944.), hrvatski franjevac, atomski fizičar, seizmograf, arheolog i paleontolog. Jedan od najumnijih hrvatskih prirodoslovaca 20. st., koji je »holizam prirodoslovlja uključio u širok spektar ljubavi prema prirodi, kao što priliči svakom vjernom sljedbeniku sv. Franje Asiškoga«.

## Životopis
Rodio se je u Opancima 1888. godine. Krsnog imena Marijan, tradicijskog u tom kraju. U Sinju je išao u srednju školu, od 1899. do 1905. godine. Po završetku srednje stupio je u franjevački red. Filozofiju je studirao u Šibeniku, završivši je 1908., a teologiju u Makarskoj, završivši je 1911. godine. Iste 1911. zaređen je za svećenika. Bio je potom odgajateljem franjevačkom sjemeništu u Sinju i suplent na tamošnjoj franjevačkoj gimnaziji. Godine 1913. pošao je u Fribourg (Švicarska) na studij fizike, matematike i kemije.
Studirao je eksperimentalnu fiziku, teorijsku fiziku i matematiku u Friborgu u Švicarskoj. Licencijat tj. magisterij prirodne filozofije položio je 1916. godine a obranio je 1918. doktorsku disertaciju Doprinosi mjerenju radijeva zračenja u atmosferi  (nje. izvornik:  Beiträge zur Messung Radium-emanation in der Atmosphäre ). Doktorirao je na toj temi na pobudu prof. Alberta Gockela koji je 1910. godine, prvi na svijetu mjerio pražnjenje elektroskopa zbog zračenja i to pri uspinjanju balona do 4500 metara. Dizertacija mu je kao rad objavljena u Jahrbuch der Radioaktivität und Elektronik 1918. godine. Vrativši se u Hrvatsku obratio se tadašnjemu JAZU-u radi nabave elektrometra, koji je nabavio 1922. Namjeravao je nabaviti više uređaja radi organiziranja promatračkih postaja koje bi mjerile ionizirajuće zračenje u Hrvatskoj. Iste 1922. objavio je rad Prilog proučavanju o prolaženju i razdjeljivanju elektriciteta kroz provodnice u Nastavnom vjesniku. Sve ga to čini prvim kvalificiranim idejnim pretečom znanosti o zračenju na tlu Hrvatske zasnovane na mjerenjima.
Dobio je preko dekana i profesora Bogoslovskog fakulteta u Zagrebu fra Julijana Jelenića poziv predstojnika Zavoda za fiziku na Filozofskom fakultetu Stanka Hondla biti asistentom na Sveučilištu u Zagrebu 1926., jer je bio među rijetkima koji su tada znali tako mnogo o atomistici. Prema stegovnim zahtjevima provincijala, nije se odazvao ni tom pozivu, niti pozivu Vrhovnoga starješinstva franjevačkog reda (Generalata) za predavati na Papinskome sveučilištu Antonianumu u Rimu. Stoga je predavao na Franjevačkoj klasičnoj gimnaziji u Sinju kao profesor fizike, kemije i matematike u gimnaziji, kojom je ravnao od 1928. do 1931. godine.
Istraživač i sakupljač paleontološkog materijala.
Proučavao je paleontološke nalaze po Zagori. Pridonio je unaprjeđenju poznavanja okaminskih pužića. Nekoliko je njih otkrio te su po znanstvenim pravilima nazvani njegovim prezimenom. Proučavao je i fosilne ostatke slatkovodnih puževa Prososthenia, iskopanih u okolici Sinja. Također je značajan za znanost jer je u dubljemu tlu sinjske okolice pronašao kostur mamuta.  Prema fosilnim ostatcima slona pronađenih ondje predočio je promjene klimatskih prilika za vrijeme staroga kvartara u radu Prilozi poznavanju kvarternog doba sinjske okolice. U rukopisu mu je ostao rad na njemačkom O nizovima nekih melanopsida i prososthenija iz Melanopsis lanzae – slojeva sinjske neogenske formacije sarmatskog razdoblja. Hrvatski prirodoslovni muzej u Zagrebu predstavio je stručnoj javnosti Olujićev stručni i znanstveni rad otiskavši njegov neobjavljeni rukopis pisan njemačkim jezikom. Pod naslovom O razvojnim nizovima nekoliko melanopsida i prozostenida iz sarmatskih naslaga okolice Sinja (Dalmacija, Hrvatska) objavljeni su hrvatski prijevod i njemački izvornik u jednom izdanju, koje su 1999. godine objavili Hrvatski prirodoslovni muzej (Zagreb) i Provincijalat franjevačke provincije Svetog Otkupitelja (Sinj); ISBN 9536645041.
Bavio se također seizmografijom. Seizmološkomu zavodu u Beogradu slao je redovna izvješća o potresima u sinjskoj okolici.
Prvi je u Hrvatskoj istraživao utjecaj t.zv. Faradayevih struja na živčano-mišićni sustav.

## Smrt
U noći između 27. i 28. listopada 1944. izveden je iz zatvora u Sinju i ubijen i pokopan na Stuparićevoj njivi ispod Trnovače. Tada su iz zatvora izvedeni o. Vlade Pavlov, o. Ante Cvitanović i o. Ante Romac, no ne zna se pouzdano jesu li ih komunisti ubili na istome mjestu ili kod jame koja se zove "Rosini doci" gdje je likvidirano oko 400 ljudi. Prema drugom mišljenju, skupina putnika je autobusom poslana iz Sinja, te su strijeljani negdje na putu do Dicma, a vjerojatno su okončali na splitskome groblju Lovrincu. Tijelo Josip Olujića pronađeno je tek 2013. godine. Bilo je u pećini Križnjači kod sela Gljeva, a pronašli su ga članovi Speleološkoga društva "Špiljar" iz Splita.
Olujićeva ostavština čuva se u Franjevačkom samostanu u Sinju.

## Daljnja literatura
- fra Stjepan Čovo: Franjevci žrtve Drugoga svjetskoga rata i poraća u Cetinskoj krajini, Franjevački samostan Sinj, Sinj, 2015. ISBN 9789539817044